# ميرماكس
ميرماكس أفلام (بالإنجليزية: Miramax Films)‏ هي شركة أمريكية متخصصة في مجال صناعة الأفلام، تأسست عام 1979 من طرف الإخوة روبرت (بوب) وهارفي وينشتاين، في نيويورك. أنتجت عدة أفلام لاقت نجاحاً عالمياً قبل أن يتم بيعها لشركة والت ديزني في يونيو 1993 لينتقل بعدها الأخوين وينشتاين إلى مدينة نيويورك لتأسيس شركة إنتاج جديدة تحت اسم شركة وينشتاين، بعد 17 عاماً من ملكية الشركة قامت والت ديزني ببيع ميراماكس لشركة فيلميارد القابضة التابعة لجهاز قطر للاستثمار سنة 2010 ليتم بعدها إدراج مِلكية وتسيير الشركة سنة 2016 لمجموعة بي إن الإعلامية التابعة للجهاز.

## تاريخ الشركة

### التأسيس
تأسست ميراماكس سنة 1979 من طرف الأخوين روبرت وهارفي وينستاين في مدينة بوفالو (نيويورك)، وقد تمت تسميتها بدمج إسمي والديهما ميريام وماكس وقد قامت الشركة بإنتاج عدة أفلام مستقلة لاقت نجاحاً واسعاً، لكن النجاح الكبير كان بإستقطاب الأخوين وينشتاين للمنتج الإنجليزي مارتين لويسen ومنحه حق إنتاج فيلم عن سهرتين للعمل الخيري نظمنهما أمنيستي.

### عهد والت ديزني (93-2010)
يوم 30 يونيو 1993 بيعت ميراماكس لشركة والت ديزني ب60 مليون دولار ما مهد الطريق لشركة ديزني لِولوج سوق الأفلام المستقلة  بقيت ميراماكس تحت إدارة بوب وهارفي حتى رحيلهما عنها في سبتمبر 2005, في ذلك الوقت كانت إدارة الشركة مستقلة عن الشركات الأخرى التابعة لمجموعة ديزني بإنتاجها أفلام مثل فهرنهايت 11/9 ودوغما (فيلم). 

سبتمبر 2005 ميراماكس تحصل على حقوق إدارة شركة ديمينشن فيلمز للإنتاج المملوكة أيضا للأخوين وينشتاين  التي أنتجت أفلاماً مثل سكاري وسكريم. أسس هارفي وينشتاين لمجموعة مشاريع أخرى بالتعاون مع مخرجين مثل كوينتن تارانتينو وغوس فان سانت(en)، وروبرت رودريغيز. بعضها حاز على جائزة الأوسكار.

## روابط خارجية
- ميرماكس على موقع IMDb (الإنجليزية)
- ميرماكس على موقع الموسوعة البريطانية (الإنجليزية)